# San Javier (Santa Cruz)
San Javier – miasto w Boliwii, w departamencie Santa Cruz, w prowincji Ñuflo de Chávez.

## Lista światowego dziedzictwa UNESCO
Miasto znane jest jako część misji jezuitów z Chiquitos, która została zgłoszona w 1990 r. Lista światowego dziedzictwa UNESCO